# Stenopogon taboarde
Stenopogon taboarde är en tvåvingeart som beskrevs av Gabriel Strobl 1909. Stenopogon taboarde ingår i släktet Stenopogon och familjen rovflugor. Inga underarter finns listade i Catalogue of Life.